# Pies Baskerville’ów (film 1959)
Pies Baskerville’ów (ang. The Hound of the Baskervilles) – brytyjski film kryminalny z 1959 roku, będący adaptacją powieści Arthura Conana Doyle’a pod tym samym tytułem.

## Obsada
- Peter Cushing - Sherlock Holmes
- André Morell - doktor Watson
- Christopher Lee - Sir Henry Baskerville
- Marla Landi - Cecile Stapleton
- David Oxley - Sir Hugo Baskerville
- Francis de Wolff - doktor Richard Mortimer
- Miles Malleson - Bishop Frankland
- Ewen Solon - Stapleton
- John Le Mesurier - Barrymore
- Helen Goss - Mrs. Barrymore
- Sam Kydd - Perkins